# Hamzat Ojediran
Hamzat Ojediran, né le 14 novembre 2003 à Lagos au Nigeria, est un footballeur nigérian. Il joue au poste de milieu de terrain au RC Lens.

## Biographie

### En club
Formé au sein de la Emmanuel Amunike Academy, Hamzat Ojediran est recruté en août 2022 par le club albanais du KF Egnatia avec lequel il s'engage pour quatre saisons. En février 2023, il est prêté avec option d'achat au club hongrois du Debreceni VSC. Cette option est levée en fin de saison. Sa saison 2023-2024 compte 26 rencontres dont 24 de championnat pour 3 buts inscrits et 3 passes décisives.

#### RC Lens
En août 2024, il rejoint le championnat de France en signant un contrat de quatre saisons avec le RC Lens. Sa première rencontre avec le club artésien a lieu à l'occasion de la troisième journée de Ligue 1 en déplacement sur le terrain de l'AS Monaco. Son entrée en jeu contribue à l'obtention du match nul 1-1.
Le 9 novembre 2024, il inscrit face au FC Nantes son premier but sous les couleurs artésiennes permettant au Racing de revenir au score avant d'arracher la victoire sur un but d'Adrien Thomasson. 

### En sélection
Avec les moins de 17 ans, il participe à la Coupe du monde des moins de 17 ans en 2019. Il joue les quatre matchs de son équipe en tant que titulaire. Son équipe se hisse jusqu'en huitième de finale où elle affronte les Pays-Bas et est battue 3-1.

## Statistiques
| Saison                | Club                  | Championnat           | Championnat | Championnat | Championnat | Coupe(s) nationale(s) | Coupe(s) nationale(s) | Coupe(s) nationale(s) | Total | Total | Total |
| Saison                | Club                  | Division              | M.          | B.          | P.d.        | M.                    | B.                    | P.d.                  | M.    | B.    | P.d.  |
| 2022-2023             | KF Egnatia Rrogozhinë | Kategoria Superiore   | 11          | 0           | 0           | 1                     | 0                     | 0                     | 12    | 0     | 0     |
| 2022-2023             | Debreceni VSC (prêt)  | NB I                  | 7           | 0           | 0           | -                     | -                     | -                     | 7     | 0     | 0     |
| 2023-2024             | Debreceni VSC         | NB I                  | 24          | 3           | 3           | 2                     | 0                     | 0                     | 26    | 3     | 3     |
| 2024-2025             | Debreceni VSC         | NB I                  | 1           | 0           | 0           | -                     | -                     | -                     | 1     | 0     | 0     |
| Sous-total            | Sous-total            | Sous-total            | 32          | 3           | 3           | 2                     | 0                     | 0                     | 34    | 3     | 3     |
| 2024-2025             | RC Lens               | Ligue 1               | 17          | 1           | 0           | -                     | -                     | -                     | 17    | 1     | 0     |
| Total sur la carrière | Total sur la carrière | Total sur la carrière | 61          | 4           | 3           | 2                     | 0                     | 0                     | 63    | 4     | 3     |